# Большой бабакс
Большой бабакс (лат. Pterorhinus waddelli) — вид воробьиных птиц из семейства кустарницевых (Leiothrichidae). Выделяют 2 подвида.

## Таксономия
Вид был описан в 1905 году Генри Дрессером по образцу, добытому Лоуренсом Уодделлом в речной долине Ярлунг Цангпо в Тибете. В честь Уодделла было дано видовое название.
До 2018 года его включали в род Babax, однако затем было опубликовано сравнительное молекулярное филогенетическое исследование кустарницевых, по итогам которого вид включили в состав восстановленного рода Pterorhinus.

## Распространение
Обитают в Индии и Тибете (Китай), также на территории Непала и Бутана.

## Описание
Длина тела 31—33,5 см. Вес 131—160 г. Особи номинативного подвида окрашены в серо-коричнево-рыже-белой гамме.

## Биология
Питаются плодами облепихи, семенами и мелкими насекомыми.

## Охранный статус
МСОП присвоил виду охранный статус NT.